# Ctenoblepharys adspersa
Ctenoblepharys adspersa är en ödleart som beskrevs av  Johann Jakob von Tschudi 1845. Ctenoblepharys adspersa ingår i släktet Ctenoblepharys och familjen Tropiduridae. IUCN kategoriserar arten globalt som nära hotad. Inga underarter finns listade i Catalogue of Life.